# Guémappe
Guémappe is een gemeente in het Franse departement Pas-de-Calais (regio Hauts-de-France) en telt 392 inwoners (1999). De plaats maakt deel uit van het arrondissement Arras.

## Geografie
De oppervlakte van Guémappe bedraagt 4,5 km², de bevolkingsdichtheid is 87,1 inwoners per km².
De onderstaande kaart toont de ligging van Guémappe met de belangrijkste infrastructuur en aangrenzende gemeenten.

## Bezienswaardigheden
Op het grondgebied van de gemeente ligt de Britse militaire begraafplaats Tank Cemetery met gesneuvelden uit de Eerste Wereldoorlog.

## Demografie
Onderstaande figuur toont het verloop van het inwonertal (bron: INSEE-tellingen).